# Glenwood (Nouvelle-Zélande)
Pour les articles homonymes, voir Glenwood.
Glenwood est une banlieue de la cité de Timaru, située dans le secteur de South Canterbury (en) dans la région de Canterbury de l’Île du Sud  de la Nouvelle-Zélande.

## Situation
Elle est localisée à l’ouest du centre de la ville de Timaru.

## Démographie
Glenwood couvre une surface de 1,09 km2 et a une population estimée de 1 880 habitants en juin 2023 avec une densité de population 1,7 personnes par km2.
La banlieue de Glenwood avait une population de 1 788 habitants lors du recensement néo-zélandais de 2018, en augmentation 33 personnes (1,9 %) depuis le recensement néo-zélandais de 2013, et une augmentation de 132 personnes (8,0 %) depuis le recensement de 2006 en Nouvelle-Zélande.
Il y avait 723 logements, comprenant 873 hommes et 915 femmes, donnant un sexe-ratio de 0,95 homme pour une femme.
L’âge médian était de 42,5 ans (comparé avec 37,4 ans au niveau national , avec 339 personnes (19,0 %) âgées de moins de 15 ans, 276 personnes (15,4 %) âgées de 15 à 29, 771 personnes (43,1 %) âgées de 30 à 64 ans et 399 personnes (22,3 %) âgées de 65 ou plus.
L’ethnicité était pour 85,9 % européens/Pākehās, 10,7 % Māoris, 2,0 % originaires de l’océan Pacifique (en), 8,2 % d’origine Asiatique (en), et 1,2 % d’une autre ethnicité.
Les personnes peuvent s’identifier avec plus d’une ethnicité selon l’origine de leurs parents.
Le pourcentage des personnes nées outre-mer était de  15,8 %, comparé avec les 27,1 % au niveau national.
Bien que certaines personnes choisissent de ne pas répondre à la question du recensement concernant leur affiliation religieuse, 44,8 % n’ont aucune religion, 44,0 % sont Chrétiens (en), 0,3 % ont des croyances religieuses Māori (en), 0,5 % sont Hindouistes (en), 0,7 % sont musulmans, 0,5 % sont bouddhistes (en) et 1,8 % ont une autre religion.
Parmi ceux d’au moins 15 ans d’âge, 186 personnes (12,8 %) ont une licence ou un degré universitaire supérieur et 354 personnes (24,4 %) n’ont aucune qualification formelle.
Le revenu médian était de 27,800 $, comparé avec les 31,800 $ au niveau  national. 180 personnes (12,4 %) gagnent plus de 70,000 $ comparées aux 17,2 % au niveau national.
Le statut d’emploi de ceux d’au moins 15 ans d’âge était pour 660 personnes (45,5 %) en emploi à plein temps , pour 216 personnes (14,9 %) un emploi à temps partiel et 36 personnes (2,5 %) étaient sans emploi 